# État de Brandebourg (1947-1952)

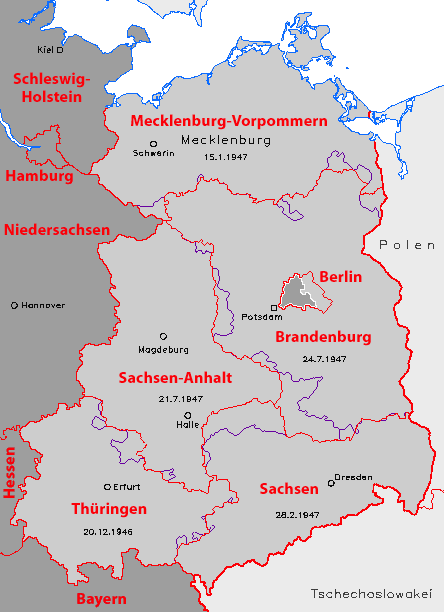
Comparaison des frontières des pays de 1947 (violet) et 1990 (rouge) ; depuis 1990, l'État de Berlin comprend la zone du Grand Berlin

L'État de Brandebourg (initialement l'état de la Marche de Brandebourg) émerge de la province de la Marche de Brandebourg en 1947 dans la zone d'occupation soviétique (SBZ) à la suite de la dissolution de la Prusse. Avec la création de la République démocratique allemande (RDA) en 1949, il devient l'un des cinq États de la RDA (de). Au cours de la réforme administrative de 1952, les autorités de l'État sont dissoutes et leurs pouvoirs transférés aux districts nouvellement créés en RDA. L'État de Brandebourg est ainsi relevé de ses fonctions administratives. En fait, il cesse d'exister au plus tard lorsque la constitution de la RDA est modifiée en 1958 pour abolir la chambre d'État. Dans la nouvelle constitution de la RDA de 1968, les États ne sont finalement plus mentionnés.

## Histoire
La législation incombe au parlement de Brandebourg (de), élu pour la première fois le 20 octobre 1946 en tant que représentant du peuple pour la province de la Marche de Brandebourg. Le 6 décembre 1946, les pouvoirs de l'administration provinciale sont transférés par son président au parlement, qui élut le même jour Karl Steinhoff (SED) comme premier ministre-président du Brandebourg. Le 6 février 1947, la constitution du nouvel État de la Marche de Brandebourg adoptée par le parlement d'État est entrée en vigueur. La transformation de la province en un État est ainsi achevée. L'État libre de Prusse est dissous peu après, le 25 février 1947, par la loi n°46 du Conseil de contrôle. Par ordre du 21 juin 1947, l'administration militaire soviétique en Allemagne ordonne de renommer l'État de la Marche de Brandebourg en État de Brandebourg. Karl Steinhoff reste ministre-président jusqu'en 1949. Rudolf Jahn (de) (SED) en tant que second et dernier ministre-président. Un nouveau parlement d'État est élu pour la dernière fois (de) en 1950. Les candidats sont placés sur des listes unitaires du Front national.
En 1952, les trois districts de Cottbus, Francfort-sur-l'Oder et Potsdam sont créés sur le territoire de l'État de Brandebourg en tant que nouveau niveau administratif intermédiaire de la RDA. Le nouveau arrondissement de Perleberg (de) relève du district de Schwerin, tandis que les nouveaux arrondissements de Prenzlau (de) et Templin (de) relèvent du district de Neubrandenbourg. Le nouvel État de Brandebourg de la République fédérale d'Allemagne, créé lors de la réunification allemande le 3 octobre 1990, coïncide en grande partie avec le territoire de l'ancien État de Brandebourg entre 1947 et 1952.[réf. nécessaire]

## Structure administrative

### Villes-arrondissements
1. Brandebourg-sur-la-Havel
2. Cottbus (incorporation dans l'arrondissement de Cottbus en 1950)
3. Eberswalde (incorporation dans l'arrondissement du Haut-Barnim en 1950)
4. Forst (incorporation dans l'arrondissement de Cottbus en 1950)
5. Francfort-sur-l'Oder (incorporation dans l'arrondissement de Francfort-sur-l'Oder en 1950)
6. Guben (incorporation dans l'arrondissement de Cottbus en 1950)
7. Potsdam
8. Rathenow (incorporation dans l'arrondissement d'Havelland-de-l'Ouest en 1950)
9. Wittenberge (incorporation dans l'arrondissement de Prignitz-de-l'Ouest en 1950)

### Arrondissements
1. Arrondissement d'Angermünde (de)
2. Arrondissement de Beeskow-Storkow (de) (à partir de 1950 arrondissement de Fürstenwalde)
3. Arrondissement de Calau (de) (à partir de 1950 arrondissement de Senftenberg)
4. Arrondissement de Cottbus (de)
5. Arrondissement de Francfort-sur-l'Oder (à partir de 1950)
6. Arrondissement de Guben (de) (jusqu'en 1950)
7. Arrondissement de Lebus (de) (à partir de 1950 arrondissement de Seelow)
8. Arrondissement de Lübben (de)
9. Arrondissement de Luckau (de)
10. Arrondissement de Luckenwalde
11. Arrondissement du Bas-Barnim (de)
12. Arrondissement du Haut-Barnim
13. Arrondissement d'Havelland-de-l'Est (de)
14. Arrondissement de Prignitz-de-l'Est (de)
15. Arrondissement de Prenzlau
16. Arrondissement de Ruppin (de)
17. Arrondissement de Spremberg (de)
18. Arrondissement de Teltow (de)
19. Arrondissement de Templin
20. Arrondissement d'Havelland-de-l'Ouest
21. Arrondissement de Prignitz-de-l'Ouest (de)
22. Arrondissement de Zauch-Belzig